# Владислав Герцегович
Владислав Герцегович (босн. Vladislav Hercegović Kosača, серб. Владислав Херцеговић Косача; 1426/1427-1489) — последний герцог Святого Саввы из династии Косача (1466—1483).

## Биография
Старший сын Стефана Вукшича Косача (1404—1466), великого воеводы Хума, герцога Хума и герцога Святого Саввы, от первого брака с Еленой Балшич.
Династия Косачи, из которой происходил Владислав Герцегович, владела землями в современной Герцеговине.
В молодости (после 1453 года) Владислав находился на службе Османской империи, Венецианской республики и Венгерского королевства. Король Венгрии Матьяш Хуньяди пожаловал ему во владение хорватские крепости Велика-Калиник и Мали-Калини возле города Крижевцы.
В 1466 году после смерти своего отца Стефана Вукшича Владислав Герцегович унаследовал его владения и титул герцога Святого Саввы. В 1469 году он вынужден был признать вассальную зависимость от Османской империи.
В качестве вассала османского султана Мехмеда Фатиха Владислав Косача принимал участие во взятии города Почитель на р. Неретве в 1472 году и в боях против рода Влатковичей в этой области.
Позднее Владислав Герцегович отказался платить дань Порте и признавать себя вассалом османского султана. В 1480 году османская армия вторглась в Герцеговину, Владислав потерпел поражение от османов и бежал в Херцег-Нови. В 1483 году турки-османы (под командованием брата Владислава— Стефана) захватили Херцег-Нови, а Владислав отступил на остров Раб, принадлежавший венецианцам. В 1489 году Владислав Герцегович скончался на острове Раб. Его сыновья Петар Балша и Владислав носили титул «герцог Святого Саввы» только номинально.

## Семья и дети
С 1453/1454 года Владислав Герцегович был женат на Анне Кантакузине, одной из пяти дочерей византийского аристократа и авантюриста Георгия Палеолога Кантакузина. Сохранилось письмо от 5 апреля 1455 года, в котором король Неаполитанский и Арагонский Альфонсо V Великодушный поздравляет герцога Стефана Вукшича Косача с женитьбой двух его сыновей: один взял в жёны племянницу деспота Сербии (Анну Кантакузину), а другой — сестру графа Цилли. Через некоторое время Владислав Герцегович отправил жену Анну с сыном Балшей и племянницей Марой на жительство в Дубровницкую республику.
Его младший брат Стефан Герцегович Косача (1455—1517), принявший ислам в 1470 году, стал известен как Херсекли Ахмед-паша, пять раз становился великим визирем Османской империи.